# Ein Unsichtbarer geht durch die Stadt
Ein Unsichtbarer geht durch die Stadt (auch Mein ist die Welt) ist eine deutsche Science-Fiction-Filmkomödie von und mit Harry Piel aus dem Jahre 1933. Die Uraufführung fand am 29. September 1933 statt.

## Handlung
Taxifahrer Harry ist in seinem Beruf alles andere als sonderlich erfolgreich. Sein Leben ändert sich von einem Moment auf den anderen, als er eines Nachts einen merkwürdigen Fahrgast chauffiert, der offensichtlich von der Polizei verfolgt wird. Als die Ordnungshüter Harrys Taxi eingeholt haben und stoppen, stürzt der mysteriöse Unbekannte aus dem Fond und verschwindet im Dunkel eines Waldes. Zurück lässt er einen größeren Koffer, den Harry zunächst einmal einzubehalten gedenkt, da der Fahrgast den Transportpreis schuldig blieb. Wieder daheim, siegt die Neugier, und Harry öffnet den Koffer. Darin befindet sich ein Gerät mit merkwürdiger Helmkonstruktion und allerlei Drähten. Als Harry daran herumfummelt und den Helm aufsetzt, stellt er fest, dass er plötzlich von einer Sekunde auf die andere unsichtbar geworden ist.
Bei seinem Kumpel Fritz, einem Kellner, mit dem er eine Wohnung teilt, probiert er die Wirkung des Teils aus und verblüfft seinen Mitbewohner. Harry hat eine (ein)leuchtende Idee: Wie wär‘s, wenn man mit dem Gerät eine Menge Geld verdienen würde? Etwa auf der Rennbahn durch Manipulation? Gesagt – getan. Harry verkauft sein Taxi und baut mittels des Gerätes eine unsichtbare Barriere auf dem Parcours-Hindernis auf, vor dem alle Pferde zu seinem Nutzen, für die Zuschauer aber unverständlicherweise, scheuen und stoppen. Nur Harrys Zossen, eine ziemlich lahme Mähre, auf die sonst keiner gesetzt hat und bei deren Sieg eine beachtliche Quote für seinen Wetteinsatz winkt, kommt ins Ziel. Harry ist nun ziemlich reich … und schnappt bald über. Er legt sich einen edlen Zwirn zu, kauft sich ein todschickes Auto und ein dazugehöriges Schloss.
Für Freundin Anni ist der unerklärliche Reichtum über Nacht ein Problem, glaubt sie doch, dass ihr Harry krumme Wege geht. Selbst seine finanzielle Unterstützung für ihren darbenden Blumenladen will sie nicht annehmen. Daraufhin lässt sich Trotzkopf-Harry mit der mondänen Schauspielerin Lissy Verhagen ein, die er schon so manches Mal chauffiert hatte. Sie zieht zu ihm aufs Schloss und hat keinerlei Probleme, mit seinem Geld ihre Theaterkarriere anzukurbeln. Fritz will jedoch auch etwas vom großen Kuchen haben und klaut Harrys Gerät. Bald ist nicht mehr viel Geld da und somit auch die treulose Lissy von dannen. Jetzt spürt Harry Fritz nach, der als Unsichtbarer völlig unbemerkt eine Bank ausraubt.
Bei der sich anschließenden, wilden Verfolgungsjagd klemmt sich Harry hinten an den Wagen. Fritz schießt wild um sich, um die Verfolger abzuschütteln. Bei einem Zeppelin, der für Reklamezwecke über Berlins Lüfte eingesetzt wird, kommt der Wagen zum Stehen. An Bord nimmt sich Harry jetzt seinen Ex-Freund Fritz gehörig vor. Bei dem Kampf fällt Harry jedoch rücklings aus der Fahrgastgondel des fliegenden Zeppelins und stürzt endlos in die Tiefe. Er erwacht… in seinem Bett. Alles war nur ein böser Traum. Doch das seltsame Gerät mit Helm ist noch immer da. Auf der Polizeiwache stellt sich heraus, dass es sich dabei lediglich um einen neuen Fliegerhelm handelt, der den Blindflug ermöglicht. Sein Erfinder hatte sich aus seinem Taxi deshalb fluchtartig entfernt, weil er glaubte, von Gangstern verfolgt zu werden. Da er nun das gute Stück wieder in den Händen hat, erweist er sich als großzügig und begleicht die Schulden, die auf Annis Blumengeschäft lasten. Einer gemeinsamen Zukunft zwischen Harry und Anni steht jetzt nichts mehr im Wege.

## Produktionsnotizen
Ein Unsichtbarer geht durch die Stadt wurde von Anfang Juli bis Mitte August 1933 in Schwarzweiß gedreht und am 29. September 1933 am Berliner UFA-Theater am Kurfürstendamm uraufgeführt. In den österreichischen Kinos startete der Film am 15. Dezember 1933. Gelegentlich wurde der Film auch unter dem Titel Mein ist die Welt vertrieben.
Die Filmbauten stammen von Willi A. Herrmann. Alfred Greven hatte die Produktionsleitung. Die von Piel getragenen, futuristischen Gimmicks wurden von Hans Rütten kreiert. Für die Tontechnik war Adolf Jansen verantwortlich.

## Kritiken
Die Österreichische Film-Zeitung resümierte nach der Berliner Premiere: „Der neue Piel-Film (…) bringt die geschickte Gestaltung einer für den Film neuen und besonders geeigneten Idee, es geht um das Thema von dem Unsichtbarmachen eines Menschen, das in diesem Film in spannender, amüsanter Weise behandelt ist.“
Nachdem die Nationalsozialisten noch gegen seinen im Winter 1931/32 gedrehten Film „Der Geheimagent“, der gegen die Gefahren des Einsatzes von Giftgas im Krieg aufzurütteln versuchte, massiv gegiftet hatten, schrieb der Völkische Beobachter nunmehr über Ein Unsichtbarer geht durch die Stadt des NSDAP-Neumitglieds (April 1933) Piel: „ein höchst anständig gemachter und sauber inszenierter Film“.
Oskar Kalbus befand in Vom Werden deutscher Filmkunst: Der unsichtbare Mensch, der unter dem Schutz einer Tarnkappe zum Beherrscher seiner Umwelt wird, ist ein altes literarisches Thema, angefangen vom Nibelungenlied bis zum Roman Der Unsichtbare von H. G. Wells. Harry Piel hat die dankbare Idee dieses Romans auf seine Weise in seinem Film „Ein Unsichtbarer geht durch die Stadt“ abgewandelt. (…) Der amerikanische Gruselfilm „Frankenstein“ fällt uns unwillkürlich ein, wenn der Unsichtbare im Zimmer spukt, wenn Tisch und Stühle von Geisterhand bewegt werden, wenn auf einen Brief plötzlich Worte und Zeilen geschrieben werden, ohne daß jemand im Zimmer ist, oder im weichen Sand Fußstapfen erscheinen, aber keine Füße. Das alles ist künstlerisch großartig photographiert.
Das Lexikon des internationalen Films schreibt: „Utopisches Sensationsabenteuer; zwar spürbar veraltet und wenig ereignisreich, jedoch durch Harry Piels liebenswürdige Darstellung noch immer amüsant.“

## Medien

### DVD-Veröffentlichung
- Ein Unsichtbarer geht durch die Stadt. Koch Media GmbH 2009